# Lumen Pierce
Lumen Ann Pierce is een personage uit het vijfde seizoen van de televisieserie Dexter, gespeeld door Julia Stiles. Het personage wordt geïntroduceerd in de derde aflevering van het seizoen, als slachtoffer van serieverkrachter Boyd Fowler. Lumen blijft in de reeks tot aan de seizoensfinale, "The Big One".

## Personage
Lumen verschijnt voor het eerst in de derde aflevering van het vijfde seizoen, "Practically Perfect", waarin duidelijk wordt dat ze mishandeld en verkracht werd door een groep mannen, waaronder Boyd Fowler. Ze is er getuige van wanneer Dexter Morgan de man vermoordt en krijgt onvermijdelijk een grote rol in Dexters' leven. Dexter redt haar, maar in het begin vreest ze dat hij ook haar zal vermoorden, om geen getuigen achter te laten. Uiteindelijk, wanneer blijkt dat Dexter haar leven wil sparen, smeekt ze om zijn hulp om wraak te nemen op de rest van de groep, maar hij weigert. Wanneer Lumen besluit om de jacht in haar eentje te vervolgen, en achter een verkeerde man aangaat, leert Dexter haar terloops dat ze honderd procent zeker zou moeten zijn van de schuld van een persoon, voordat ze iemand vermoordt. Hij wil echter het liefste dat ze Miami in zijn geheel verlaat en het verleden laat rusten; eerst gaat Lumen hiermee akkoord, maar uiteindelijk besluit ze te blijven. Ze trekt er alleen op uit en schiet een van de schuldigen neer, maar raakt in paniek wanneer die het incident overleeft; ze belt naar Dexter, die haar uiteindelijk met tegenzin komt helpen de klus te klaren. Die nacht vertelt ze hem dat het vermoorden van de man haar een gevoel van opluchting heeft bezorgd, een gevoel waarvan ze weet dat het weer zal verdwijnen; ze gelooft dat ze al haar aanranders zal moeten vermoorden om haar trauma te verwerken. Dexter vermoedt dat ze net als hij een "Dark Passenger" met zicht meedraagt en gaat ermee akkoord haar te helpen. De twee sporen systematisch de aanranders op en vermoorden hen. Intussen beginnen de twee ook een relatie. Lumen verlaat Dexter echter weer in de seizoensfinale, wanneer ze merkt dat haar drang om te moorden verdwenen is.
Lumen is afkomstig uit Minnesota. Ze is vervreemd van haar familie nadat ze haar verloofde Owen voor het altaar liet staan.

## Verloop van het verhaal
Lumen duikt voor het eerst op in de serie wanneer ze getuige is van Dexters' moord op Boyd Fowler, een seriemoordenaar die haar gevangen hield. Hoewel het zeer risicovol is voor Dexter om een getuige in leven te laten, past ze niet in zijn "Code" en voelt hij zich moreel verplicht om haar in leven te houden; hij sluit haar op in een afgelegen schuur totdat hij een oplossing kan bedenken. In het begin is Lumen bang van Dexter en denkt ze dat hij haar zal vermoorden. Ondanks zijn voortdurende pogingen om haar van het tegendeel te overtuigen, wil Lumen hem niet geloven. Ze probeert te ontsnappen, maar Dexter krijgt haar weer te pakken en besluit haar de lijken van de vorige slachtoffers van Boyd Fowler te laten zien. Hij verzekert haar dat indien hij Boyd niet had vermoord, haar hetzelfde lot beschoren was. Lumen begint Dexter te vertrouwen en vertelt hem dat Boyd niet de enige was die haar heeft aangerand. Uiteindelijk blijkt dat ze ongeveer een maand lang gevangen werd gehouden en dat ze meermaals werd verkracht en gemarteld door vijf mannen.
Vastberaden op zich te wreken, probeert ze Dexter ervan te overtuigen om haar te helpen in de zoektocht naar de andere daders. Hij wil haar niet helpen en raadt haar zelfs aan om Miami te verlaten en weer naar huis te keren. Wanneer hij na haar motelkamer gaat, merkt hij dat ze dan toch op eigen houtje aan een onderzoek is begonnen. Hij probeert haar te doen stoppen door te tonen hoe moeilijk het is te moorden, door de jacht te openen op een bekende zedendelinquent, maar moet zijn plannen staken wanneer de man onschuldig blijkt te zijn. Lumen weigert te vertrekken en vindt een van de verkrachters, die ze neerschiet. Ze belt Dexter om haar te helpen de moord verder af te handelen. De gewonde man zegt dat hij onschuldig is, maar valt uiteindelijk toch door de mand, waarna Dexter hem vermoord. Later vertelt Lumen dat de dood van de man haar een gevoel van vrede heeft bezorgd, en dat ze dat gevoel enkel en alleen kan behouden door ook de andere aanranders te vermoorden. Dexter herkent het gevoel van een "Dark Passenger" en gaat uiteindelijk akkoord om haar te helpen.
Lumen verschijnt op de plaats delict waar de lijken van Fowlers' slachtoffers gevonden zijn na een verkeersongeval. Ze wordt er gespot door rechercheur Joey Quinn, die de ontslagen politieman Stan Liddy vraagt om haar en Dexter te schaduwen. Lumen herkent Cole Harmon, het hoofd van de veiligheidsdienst van zelfhulp-guru Jordan Chase, als een van haar verkrachters. Ze trekt met Dexter naar een hotel waar Chase een seminarie geeft en de twee brengen alles in gereedheid voor de moord. Harmon ziet Lumen in de lobby en probeert haar te vermoorden; Dexter kan haar op het nippertje redden. Lumen kijkt toe wanneer Dexter hem vermoordt. Wanneer ze nadien het lijk gaan dumpen fotografeert Liddy hen in volle actie.
Wanneer de politie dvds ontdekt waarop te zien is hoe de mannen hun slachtoffers martelen en verkrachten, verwisselt Dexter de dvd van Lumen met een lege, beschadigde. Hij bezorgt het filmpje aan Lumen, die zich doodschaamt. Ze ziet vervolgens in wat voor risico Dexter neemt door haar te helpen, waarna ze in tranen uitbarst en zegt dat hij de enige factor is die haar door haar trauma helpt. Ze verplicht zichzelf dan om haar eigen filmpje te bekijken, terwijl Dexter meeluistert vanuit een andere kamer, duidelijk walgend van wat hij hoort. Lumen toont haar vaardigheden door Emily Birch, het eerste slachtoffer van de groep en tevens het enige andere overlevende, uit te horen. Dit leidt haar en Dexter naar hun volgende doel, Alex Tilden. Hij wordt het eerste echte slachtoffer van Lumen, aangezien Dexter haar de effectieve doodslag laat uitvoeren. Nadien keren ze terug naar Dexters' appartement, waar ze met elkaar naar bed gaan. Terwijl ze in elkaars armen liggen, bedenkt Dexter zich dat zij de eerste persoon is die echt ziet wat voor iemand hij is, en die hem accepteert voor wie hij is.
Wanneer zij en Dexter een plan ontwikkelen om Jordan Chase, de laatste man uit de groep verkrachters, te pakken te krijgen, merken ze plots dat ze bespied worden. Dexter ontdekt dat ze worden afgeluisterd door politieapparatuur en probeert Lumen te overtuigen om Miami zo snel mogelijk te verlaten, voor haar eigen veiligheid. Ze weigert echter hem te verlaten, en uiteindelijk geeft Dexter toe dat hij eigenlijk liever heeft dat ze blijft. Nadat ze een verstrooid telefoontje van Emily krijgt, die zegt dat Chase haar bedreigd heeft, gaat Lumen naar haar huis om haar te kalmeren, nadat ze tevergeefs Dexter heeft proberen te verwittigen. Dit blijkt echter een valstrik te zijn voor haar en Dexter, en Chase ontvoert Lumen nadat hij Emily heeft vermoord. Dexter komt later bij het huis aan en merkt dat er gevochten is; hij maakt zich zorgen en zweert dat hij haar niet wil verliezen. Dexter komt hen op het spoor en redt Lumen, waarna ze Chase vermoord. Lumen en Dexter dumpen het lichaam van Chase en ze noemt het een mirakel dat het hen uiteindelijk allemaal gelukt is. De volgende dag vertelt ze hem vol spijt dat ze Miami gaat verlaten; ze zegt dat haar "Dark Passenger" verdwenen is en dat ze niet langer de drang voelt om te moorden. Ze vertelt Dexter dat ze niet wil vertrekken, maar dat ze wel moet, omdat zijn "Dark Passenger" er wel nog is. Dexter heeft hier begrip voor en vertelt haar dat ze zich niet moet verontschuldigen, en hij belooft haar dat hij haar donkere kant altijd even geheim zal houden als de zijne.

## Karaktervorming
Het personage Lumen werd ontwikkeld door executive producer Clyde Phillips voor het vijfde seizoen van Dexter. Ze moest verschijnen in tien afleveringen van de reeks. Tijdens de casting ging men op zoek naar een actrice met een kwetsbare kant. Vlak voor de productie van start ging, werd bekendgemaakt dat Julia Stiles in de laatste fase van onderhandelingen was voor een grote rol in het vijfde seizoen; op 7 juni 2010 werd haar komst bevestigd. De oorspronkelijke karakteromschrijving luidde: "Ze zal een mysterieuze jonge vrouw spelen die een unieke relatie krijgt met het hoofdpersonage, gespeeld door de Golden Globe- en SAG-winnende acteur Michael C. Hall".
De vijfde seizoensfinale, "The Big One", omvatte de ontknoping rond de seizoenslange verhaallijn van Lumen die zich zou wreken op Jordan Chase (Johnny Lee Miller) en zijn medestanders, en ook de laatste in een lange reeks gastoptredens van Stiles en Miller. Toen ze met de opnames startte, zei Stiles dat ze dacht dat Lumen op het einde van het seizoen zou worden vermoord, omdat haast alle personages die de waarheid rond Dexter ontdekten, uiteindelijk stierven. Ze had nooit verwacht dat Lumen het gewoon zou uitmaken met Dexter, en ze vond die scène zeer moeilijk om te spelen, omwille van de sterke intimiteit die gedurende het seizoen tussen de twee personages wat ontstaan. Ze bereidde zich voor op die scène door zich te focussen op het feit dat Lumen genezen was. Stiles zei dat ze Lumens' afwijzing van Dexter verschrikkelijk triest vond, omdat zij diegene was die zijn donkere kant beter kende dan wie dan ook, wat wil zeggen dat ze door het uit te maken eigenlijk zijn persoonlijkheid afwees.